# Jacques Chailleux
Pour les articles homonymes, voir Chailleux.
Jacques Chailleux est un acteur français né en 1950. Dans les années 1970, on l'a remarqué dans Les Valseuses et dans Dupont Lajoie où il joue le fils d'un cafetier raciste et xénophobe (Jean Carmet), qui n'adhère pas aux idées de son père. Il vit depuis la fin des années 1990 en Allemagne, dans la Sarre, aux côtés de son épouse allemande.
À la télévision, il a joué dans L'Affaire Seznec.

## Filmographie

### Cinéma
- 1972 : Les Petits Enfants d'Attila de Jean-Pierre Bastid
- 1972 : R.A.S. d'Yves Boisset
- 1973 : Les Valseuses de Bertrand Blier
- 1974 : L'Agression de Gérard Pirès
- 1975 : Dupont Lajoie d'Yves Boisset
- 1976 : Attention les yeux ! de Gérard Pirès
- 1977 : La nuit, tous les chats sont gris de Gérard Zingg
- 1978 :  La Clé sur la porte d'Yves Boisset
- 1978 : Vas-y maman de Nicole de Buron
- 1979 : La Ville des silences de Jean Marbœuf
- 1979 : Un si joli village de Etienne Périer
- 1979 : Rue du Pied de Grue de Jean-Jacques Grand-Jouan
- 1980 : Bastien, Bastienne de Michel Andrieu
- 1980 : La femme flic d'Yves Boisset
- 1980 : Retour en force de Jean-Marie Poiré
- 1980 : Le cheval d'orgueil de Claude Chabrol
- 1981 : Asphalte de Denis Amar
- 1982 : Putain de sorcière de Gilbert Roussel
- 1982 : Elle voit des nains partout ! de Jean-Claude Sussfeld
- 1983 : Le Prix du danger d'Yves Boisset (non crédité)
- 1983 : T'es heureuse ? Moi, toujours... de Jean Marbœuf
- 1983 : Debout les crabes, la mer monte ! de Jean-Jacques Grand-Jouan
- 1986 : Etats d'âme de Jacques Fansten
- 1988 : Corentin ou les Infortunes conjugales de Jean Marbœuf
- 1989 : Sortis de route de Gilbert Roussel
- 1990 : Voir l'éléphant de Jean Marbœuf
- 1993 : Pétain de Jean Marbœuf
- 1995 : Sortez des rangs de Jean-Denis Robert
- 1998 : Pleine Lune (Vollmond) de Fredi Murer

### Télévision
- 1972 : Suivez Budart, d'André Voisin
- 1978 : Médecins de nuit de Philippe Lefebvre, épisode : Christophe
- 1983 : Le Cimetière des voitures de Fernando Arrabal
- 1984 : Messieurs les jurés "L'Affaire Lamontgie" de Dominique Giuliani, dans le rôle d'Eric Lamontgie
- 1985 : Châteauvallon, de Serge Friedman, Paul Planchon et Emmanuel Fonlladosa
- 1985 : La Lune d'Omaha de Jean Marbœuf
- 1993 : L'Affaire Seznec d'Yves Boisset
- 1996 : L'Instit, épisode 4-03, Demain dès l'aube, de François Velle : le directeur
- 1997 : Le Pantalon d'Yves Boisset
- 2008 : L'Affaire Salengro d'Yves Boisset

## Théâtre
- 1975 : Kennedy's Children de Robert Patrick, mise en scène Antoine Bourseiller, Théâtre Récamier
- 1976 : Kennedy's Children de Robert Patrick, mise en scène Antoine Bourseiller,   Théâtre de Nice